# Квамбаи, Джеймс
Джеймс Кипсанг Квамбаи — кенийский легкоатлет, который специализируется в марафоне. Победитель (2002 год) и действующий рекордсмен полумарафона Марсель-Кассис.

## Достижения
- 3-е место на Берлинском полумарафоне — 1:01:56 (2003 год)
- 1-е место на Боготинском полумарафоне — 1:03:10 (2005 год)
- 1-е место на Пекинском марафоне — 2:10:36 (2006 год)
- 2-е место на Берлинском марафоне — 2:05:36 (2008 год)
- 3-е место на Роттердамском полумарафоне — 59:09 (2009 год) (личный рекорд)
- 2-е место на Роттердамском марафоне — 2:04:27 (2009 год) (личный рекорд)
- 6-е место на полумарафоне CPC Loop Den Haag — 1:00:01 (2011 год)
- 2011:  Сеульский марафон JoongAng — 2:08.50
- 2012:  Сеульский марафон JoongAng — 2:05.50
- 2013:  Сеульский марафон JoongAng — 2:06.25

## Сезон 2014 года
16 марта занял 6-е место на Сеульском марафоне с результатом 2:07.38.